# Emil Smith
Emil Albin Smith, född 23 mars 1848 i Karlskrona, död 2 december 1923 i Saltsjöbaden, var en svensk lotskapten, kommendörkapten och riksdagsman (liberal).
Emil Smith gjorde militär karriär i skärgårdsartilleriet och därefter flottan, där han 1902 blev kommendörkapten. 1886–1892 var han lotskapten och chef för Norrköpings fördelning, samt för Stockholms fördelning 1892, och riksdagsledamot för Liberala samlingspartiet i andra kammaren för Stockholms stads valkrets åren 1900–1902. I riksdagen drev han bland annat sjöfartsfrågor.
Emil Smith var en praktikens man med stort kunnande i navigering och all vad har med sjöfart att göra. Hans "Nautisk Ordbok" kom av trycket 1914 och har senare utgivits i faksimil genom stöd av Stiftelsen Sveriges Sjömanshus.
Boken omfattar drygt 500 sidor med svenska uppslagsord, engelsk och tysk översättning samt en i allmänhet fyllig förklarande svensk text. 
Han var bror till Carl Smith och far till Otto Smith. Emil Smith är begravd på Skogsö kyrkogård.